# Bellator 256
Bellator 256: Bader vs. Machida 2 è stato un evento di arti marziali miste tenuto dalla Bellator MMA il 9 aprile 2021 al Mohegan Sun Arena di Uncasville negli Stati Uniti.

## Risultati
|                  | Divisione               |                  |           |                  | Metodo                                      | Round     | Tempo     | Note      |
| Main Card        | Main Card               | Main Card        | Main Card | Main Card        | Main Card                                   | Main Card | Main Card | Main Card |
| ---------------- | ----------------------- | ---------------- | --------- | ---------------- | ------------------------------------------- | --------- | --------- | --------- |
|                  | Pesi mediomassimi       | Ryan Bader       | batte     | Lyoto Machida    | Decisione unanime (49-46, 49-45, 49-45)     | 5         | 5:00      | [ 1 ]     |
|                  | Pesi mosca femminili    | Liz Carmouche    | batte     | Vanessa Porto    | Decisione unanime (29-28, 30-27, 30-27)     | 3         | 5:00      |           |
|                  | Pesi piuma              | Ádám Borics      | batte     | Jeremy Kennedy   | Decisione unanime (30-27, 29-28, 29-28)     | 3         | 5:00      |           |
|                  | Pesi piuma femminili    | Cat Zingano      | batte     | Olivia Parker    | Sottomissione (armbar)                      | 1         | 2:56      |           |
|                  | Pesi leggeri            | Dan Moret        | batte     | Goiti Yamauchi   | Decisione non unanime (29-28, 29-28, 29-28) | 3         | 5:00      |           |
| Preliminary Card |                         |                  |           |                  |                                             |           |           |           |
|                  | Pesi medi               | Dalton Rosta     | batte     | Tony Johnson     | Decisione unanime (30-27, 30-27, 30-27)     | 3         | 5:00      |           |
|                  | Pesi piuma femminili    | Talita Nogueira  | batte     | Jessica Borga    | Decisione unanime (29-27, 29-27, 29-27)     | 3         | 5:00      |           |
|                  | Pesi gallo              | Jornel Lugo      | batte     | Cass Bell        | Decisione unanime (30-26, 30-27, 30-27)     | 3         | 5:00      |           |
|                  | Pesi piuma              | Cody Law         | batte     | Nathan Ghareeb   | Decisione unanime (30-27, 30-27, 30-27)     | 3         | 5:00      |           |
|                  | Catchweight (137.8 lbs) | Jaylon Bates     | batte     | Jeffrey Glossner | Sottomissione (Japanese necktie)            | 2         | 1:27      |           |
|                  | Pesi leggeri            | Nainoa Dung      | batte     | Izzy William     | Decisione unanime (30-27, 29-28, 29-28)     | 3         | 5:00      |           |
|                  | Pesi mosca femminili    | Diana Avsaragova | batte     | Tara Graff       | KO (pugni)                                  | 1         | 0:29      |           |
|                  | Pesi gallo              | John Douma       | batte     | Will Smith       | Decisione non unanime (29-28, 28-29, 29-28) | 3         | 5:00      |           |